# Gunnar Löwegren
Anders Gunnar Hilding Löwegren, född 24 september 1881 i Malmö Sankt Petri församling, död 2 augusti 1958 i Västerleds församling, Stockholm, var en svensk redaktör, författare, direktör, socialråd och politiker (socialdemokrat). Han var sonson till Georg och Michaël K. Löwegrens halvbror.
Löwegren blev filosofie kandidat vid Lunds universitet 1901, filosofie licentiat 1908 och studerade vid universiteten i München, Oxford och Paris. 
Löwegren var t.f. aktuarie i Statistiska centralbyrån 1906–1908, huvudredaktör av Arbetet 1908–1918, blev socialattaché i Paris 1918 och socialråd 1923. Han var korrespondent från Paris till bland annat Sydsvenska Dagbladet Snällposten, Stockholms Dagblad och Göteborgs Handelstidning, direktör för Svenska Handelskammaren i Frankrike 1919–1942, representerade kammaren i Sverige från 1942, dess ombud från 1943.
Löwegren var ledamot av riksdagens andra kammare, invald i Malmö stads valkrets, 1915–1917 (ordförande i femte utskottet, ledamot av vaccinationsutskottet). Han var ledamot av stadsfullmäktige i Malmö 1912–1919 och ordförande i Svenska Journalistföreningen 1917.

## Fotnoter
1. ↑  Sveriges Dödbok 1901–2009, DVD-ROM, Version 5.00, Sveriges Släktforskarförbund (2010).